# Premi Sambori de narrativa escolar
El Premi Sambori és un guardó escolar de narrativa en valencià creat el 1998 i que se celebra a gairebé tots els Països Catalans. Coordinat principalment per la Fundació Sambori, té també una versió universitària i, amb una mitjana de més de 100.000 xiquets en edat escolar participant-hi anualment, ha adquirit prestigi internacional per ser el concurs literari més multitudinari de tot Europa.

## Història i organització
L'àmbit del Premi Sambori està enfocat als alumnes d'educació primària, secundària i batxillerat dels Països Catalans i té com a objectius la participació en un projecte comú, la difusió i la coneixença del valencià en tot el domini lingüístic. Addicionalment, cerca incentivar la imaginació, la creativitat i els valors pedagògics dels xiquets de cada centre.
El primer organitzador d'esta distinció fon Escola Valenciana, d'ençà de la seua creació el 15 de setembre de 1998 amb un total de 8.000 treballs presentats i només circumscrit en el País Valencià. Posteriorment, en 2004 el col·lectiu d'editors, il·lustradors i coordinadores pedagògiques que conformen Escola valenciana - Federació d'Associacions per la Llengua es va constituir com a Fundació Sambori i va iniciar també la convocatòria, junt amb els departaments de normalització lingüística de les universitats valencianes, el Concurs Universitari de Narrativa Sambori.
Endemés, el 2006 Òmnium Cultural es va unir a la iniciativa i va començar a impulsar el Premi Sambori a Catalunya, Andorra, la Franja de Ponent i la Catalunya Nord. En estos indrets, també va rebre la col·laboració del Departament d’Educació de la Generalitat de Catalunya i de la Institució de les Lletres Catalanes. A Mallorca, el Moviment d'Escoles Mallorquines també s'hi va involucrar a mitjan anys 2000 i el 2019 l'Obra Cultural Balear també es va sumar a convocar-lo definitivament als centres totes les Illes Balears. Tanmateix, les edicions es continuen coordinant en primer terme a través de la Fundació Sambori en la totalitat dels territoris on es convoca. A l'Alguer només es va celebrar en alguna ocasió intermitent i pròxima al 2006 per part d'Òmnium Cultural de l’Alguer i del comú i al Carxe no es té constància que s'haja celebrat mai.
Pel que fa a les seues xifres, en l'edició de 2010 va tindre una participació de fins a 85.832 alumnes, sobretot de les comarques del nord del País Valencià. Açò el va posicionar com el certamen literari de qualsevol modalitat amb més participació a Europa. La xifra de concursants va continuar creixent i en 2017 havia arribat ja a 130.000 alumnes, que es va consolidar també després de la pandèmia de COVID-19.